# Гнежджево
Гнежджево (пол. Gnieżdżewo, нім. Gnesdau) — село в Польщі, у гміні Пуцьк Пуцького повіту Поморського воєводства.
Населення — 1171 особа (2011).
У 1975-1998 роках село належало до Гданського воєводства.

## Демографія
Демографічна структура станом на 31 березня 2011 року:
|          | Загалом | Допрацездатний вік | Працездатний вік | Постпрацездатний вік |
| -------- | ------- | ------------------ | ---------------- | -------------------- |
| Чоловіки | 577     | 152                | 381              | 44                   |
| Жінки    | 594     | 148                | 348              | 98                   |
| Разом    | 1171    | 300                | 729              | 142                  |